# Mbouroukou
Mbouroukou, ou Mborokou, Mborokou, Mbouroukou, est un village situé dans l'arrondissement de Melong (Melong est une ville cosmopolite, principalement agricole), dans le département du Moungo compris dans la région du Littoral, au Cameroun.

## Géographie
La localité est située à proximité de la route provinciale 17a à 10 km au sud-ouest du chef-lieu communal Melong. Sa population est proche de 2 813 habitants, Mbouroukou se trouve au pied du mont Manengouba (à 2 250 m d'altitude) et de ses lacs jumeaux.

Le toponyme Mbouroukou signifie « Les Mbo d’en haut » en langue Mbo.
Le village est divisé en plusieurs quartiers : Ngal Mbo, Mbouango, Ekolkan, Ekanang, Mouandja, Mbouanke, Mbouabi (dit cité des princes), Nkah.

## Politique et administration
Le village est essentiellement composé par les Mbo'o, un peuple bantou.
La chefferie du village Mbouroukou est située dans le quartier Mbouanke (« fin goudron ») et le pouvoir est détenu par la famille Pandong.
Il est important de souligner que la notion de chefferie était méconnue du peuple Mbo'o de mbouroukou jusqu'à l'arrivée des premiers européens. La société Mbo'o était acéphale et divisée en familles avec pour responsable le patriarche.

## Histoire
Le 12 décembre 1953, Abel Kingué, vice-président de l'UPC est victime d'un attentat à Mbouroukou.

## Éducation
- Un projet unique de « centre de savoir et de valorisation » a été initié avec le Québec.
- Foyer Culturel.
- Mbouroukou compte un lycée (le lycée bilingue de Melong), un CETIC, plusieurs écoles primaires et maternelles.

## Économie
- Tourisme, Villa Luciole (maison coloniale, bungalow en « sissongo » [5]), campement touristique du Mont Manengouba [6]
- Laiterie-fromagerie du Manengouba
- Agriculture : café, maïs… [7]
- En 1983, le village expérimente et donne son nom à un sous-groupe Plantain de bananes (division Faux Corne (pas de fleurs mâles, quelques fleurs neutres), voir l'article sur la banane)[8].
- Carrière de latérite (pierres pour routes)

## Images

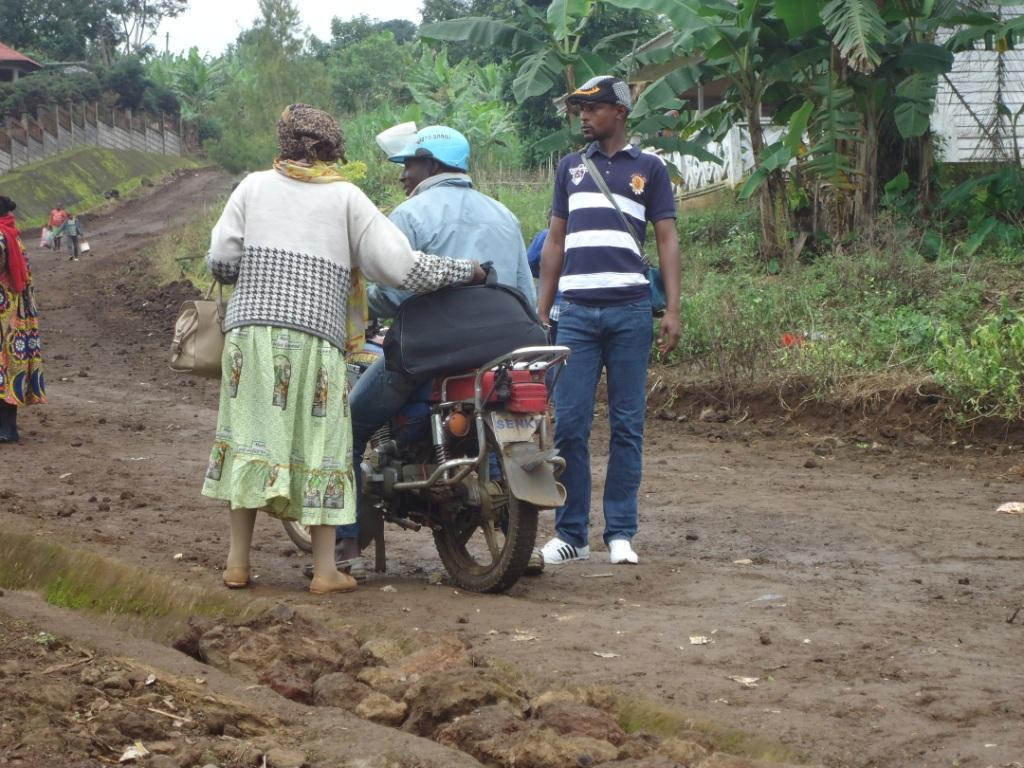
Arrivée au village
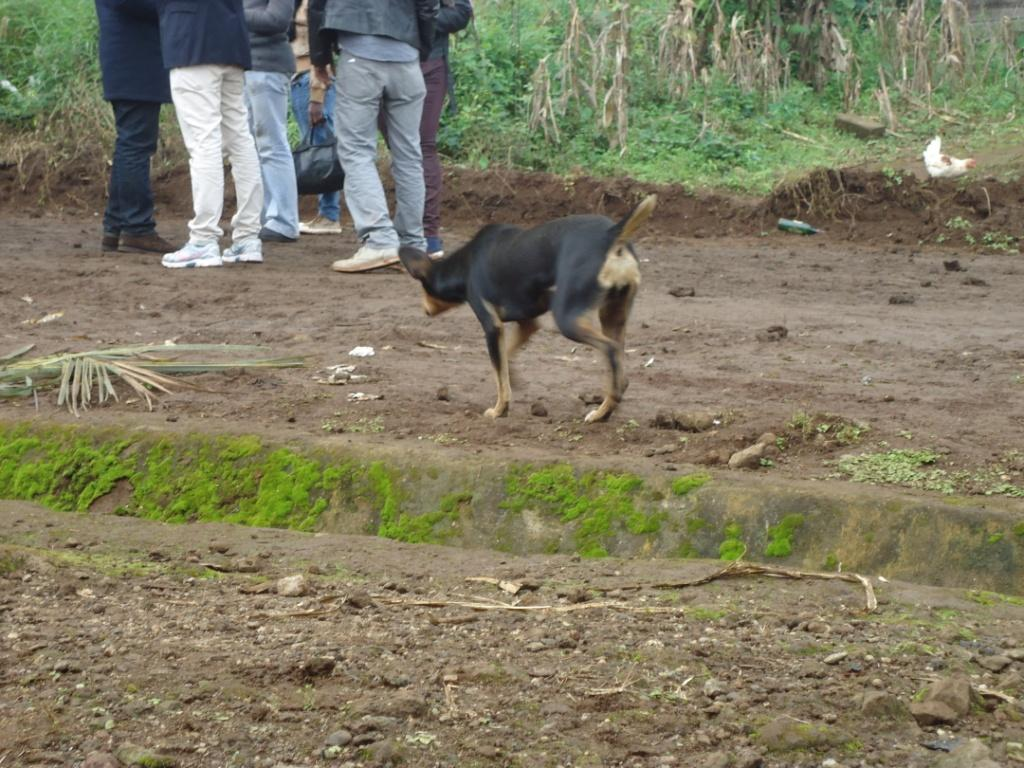
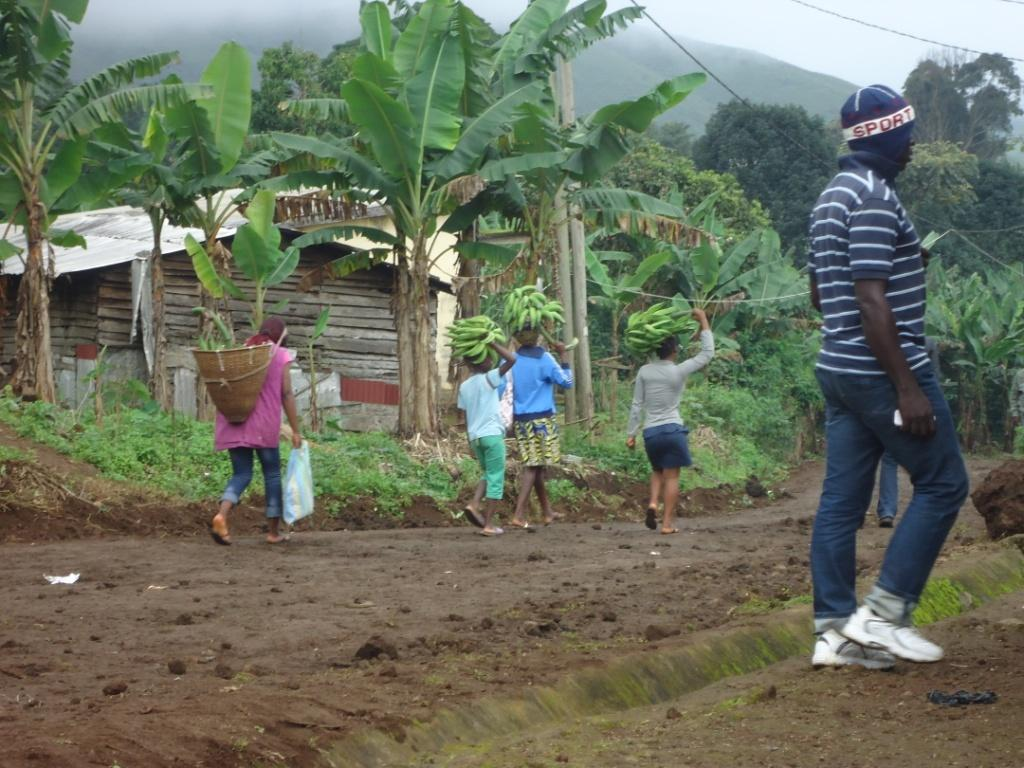
Habitants en route pour le marché
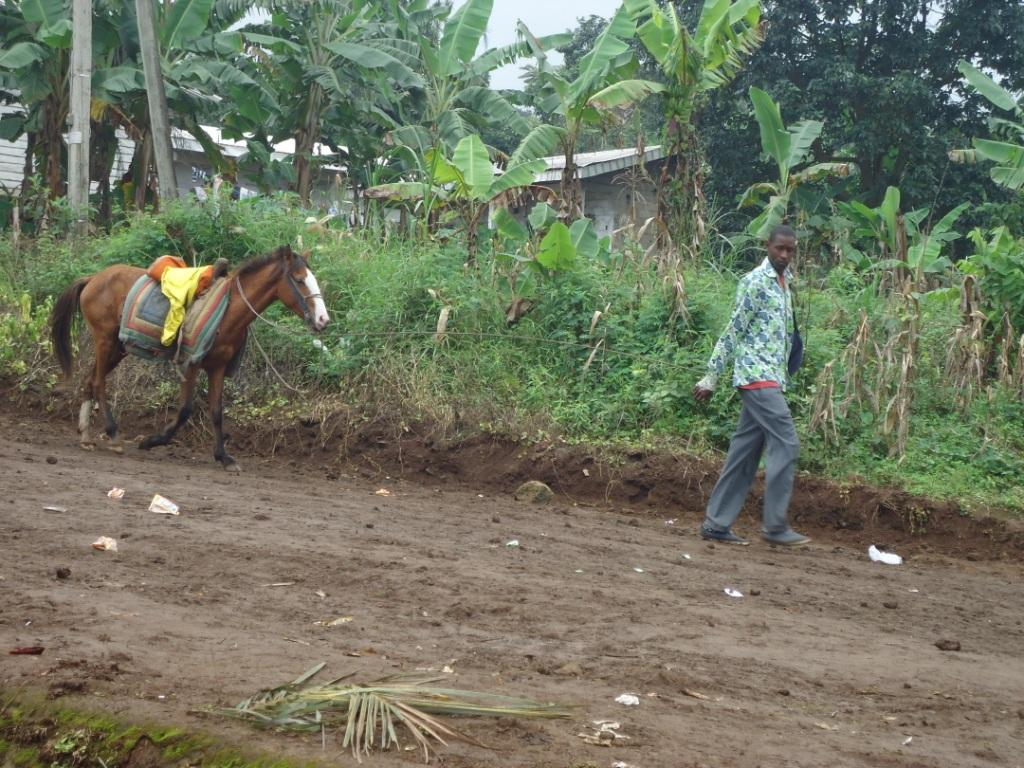
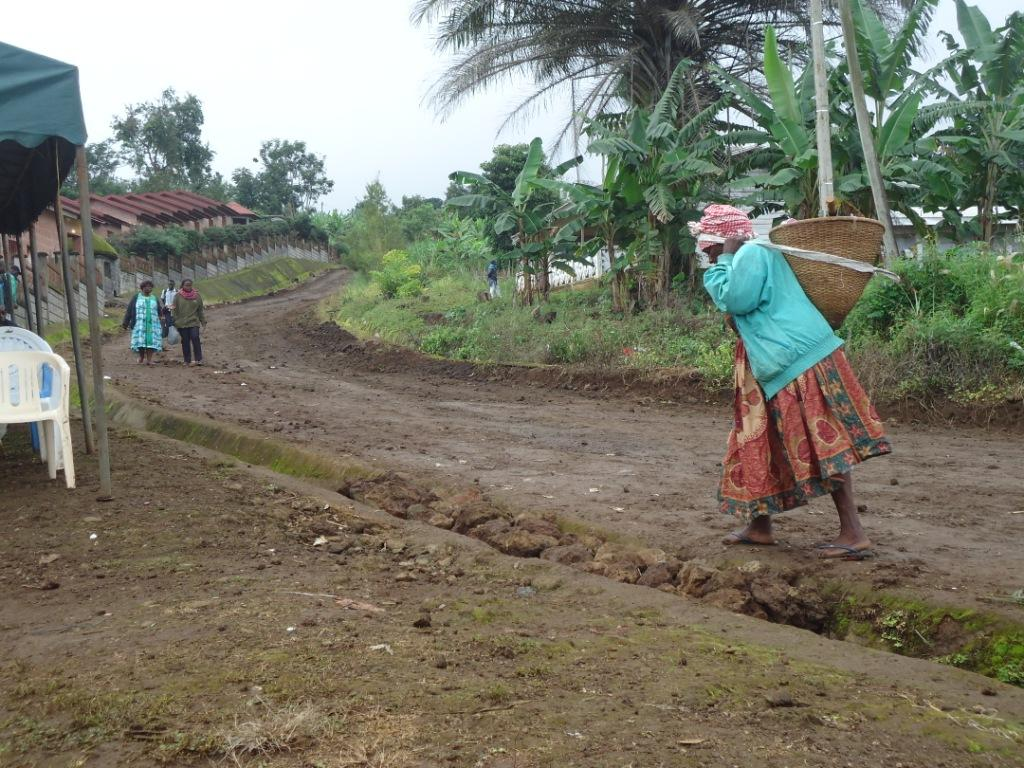
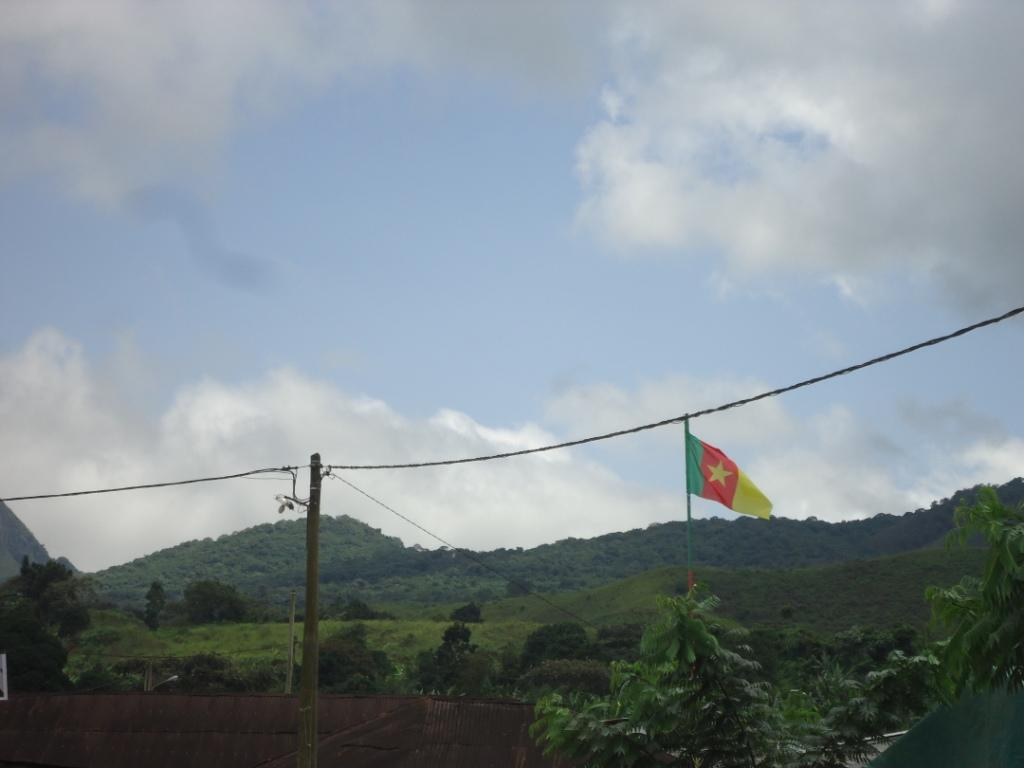